# Bronisław Idzikowski
Bronisław Idzikowski (ur. 19 lutego 1936 w Częstochowie, zm. 15 września 1961 tamże) – polski żużlowiec.
Przed rozpoczęciem kariery żużlowej trenował w sekcji bokserskiej Ogniwa Częstochowa. Od 1954 roku był zawodnikiem Włókniarza Częstochowa, z którym w roku 1959 zdobył drużynowe mistrzostwo Polski. Startował w finale indywidualnych mistrzostw Polski w 1960 w Rybniku, zajął 16. miejsce.
10 września 1961 roku w trakcie meczu ligowego z Polonią Bydgoszcz w Częstochowie odniósł ciężkie obrażenia, wskutek których zmarł. Od 1967 roku jego imię nosi memoriał żużlowy rozgrywany w Częstochowie (od 1973 drugim patronem jest inny zmarły tragicznie żużlowiec Marek Czerny).